# Commelina diffusa
Commelina diffusa é uma espécie de planta com flor pertencente à família Commelinaceae. 
A autoridade científica da espécie é Burm.f., tendo sido publicada em Flora Indica...nec non Prodromus Florae Capensis 18, pl. 7, f. 2. 1768.

## Portugal
Trata-se de uma espécie presente no território português, nomeadamente no Arquipélago da Madeira.
Em termos de naturalidade é introduzida na região atrás indicada.

## Protecção
Não se encontra protegida por legislação portuguesa ou da Comunidade Europeia.